# Туркова Ксенія Дмитрівна
Ксенія Дмитрівна Туркова (нар. 28 січня 1980 року, Залізничний Московської області) — російська журналістка і педагог, кандидат філологічних наук, в минулому — телеведуча (НТВ, ТВ-6, ТВС і РЕН ТВ).

## Біографія
Ксенія Туркова народилася 28 січня 1980 року в Підмосков'ї. Навчалася в школі № 627 з ліцеї класами при «Останкіно», а також в музичній школі по класу гітари. У 2002 році закінчила телевізійне відділення факультету журналістики МДУ з червоним дипломом, потім — аспірантуру на кафедрі стилістики російської мови. Кандидат філологічних наук. Викладач кафедри стилістики російської мови факультету журналістики МДУ ім. М. В. Ломоносова.

### Робота в ЗМІ
З 1998 по 2000 рік працювала на московському кабельному ТБ, кореспондентом телеканалу REN-TV. У 2000 році, у рамках студентської практики з ініціативи Євгена Кисельова, в числі ще п'яти осіб потрапила на телеканал НТВ. З 2000 року працювала кореспондентом програми «Сьогодні в столиці» виробництва НТВ на каналі ТНТ. Програма «Сьогодні в столиці» пішла з телеефіру одночасно з захопленням НТВ.
14 квітня 2001 року разом з усім основним складом співробітників вона перейшла на телеканал ТВ-6, пізніше — ТВЗ. З вересня 2001 по січень 2002 року — ведуча ранкових новин «Зараз» телеканалу ТВ-6.
З червня 2002 по червень 2003 року була ведучою ранкових випусків «Новин» на телеканалі ТВЗ по черзі з Аллою Чернишової. Виступала ведучою програми «Гасіть світло» з Хрюном Моржовым і Степаном Капустою на тому ж телеканалі.
Після закриття ТВЗ в червні 2003 року Туркова перейшла працювати на радіостанцію «Ехо Москви». Ведуча новин, ведуча та автор гри «Термінова новина» і рубрики про сучасному сленгу «Ксеня по фені» в програмі «Говоримо по-російськи» на «Ехо Москви». Ксенія Туркова також лауреат в номінації «Кращий радиокорреспондент» (на думку користувачів Інтернету). Пішла зі станції в листопаді 2006 року.
Лауреатка Всеукраїнського конкурсу працівників електронних ЗМІ «За зразкове володіння російською мовою в професійній діяльності» в номінації «Найкращий радіоведучий».
З листопада 2004 року по липень 2005 року вела огляд преси в програмі «Сьогодні вранці» на каналі НТВ. Пішла з телеканалу після відходу головного продюсера каналу Олександра Левіна у 2005 році. З червня 2006 по осінь 2007 року вела програму «Бізнес. Персона» на «Третьому каналі».
З жовтня 2007 за осінь 2009 року — ведуча новин «24» на РЕН ТВ.
З 2009 по 2010 роки — постійний автор і ведуча документального циклу «Репортерські історії» на РЕН ТВ, зокрема — фільмів «Мріяти не шкідливо» (показаний 26 квітня 2009 року) та «Негідна старість» (показаний 28 лютого 2010 року).
З 2010 по 2012 рік працювала радіоведучою на станції «Сіті FM». З лютого 2012 року по серпень 2013 року — ведуча лінійного ефіру на радіо Коммерсант FM.
Як колумніст співпрацювала з виданнями «Московські новини» (2011—2014), «Сноб» (з 2014 року) і «Такі справи» (2014—2015).
1 червня 2013 року була однією з ведучих спеціального телемарафону до Дня захисту дітей «Прощавай, дитячий будинок!» на телеканалі «Дождь» (разом з Катериною Гордєєвою, Оленою Погребижською та Катериною Шерговою).
З серпня 2013 по липень 2017 роки жила і працювала в Києві. З 18 березня 2014 року по 12 серпня 2016 року працювала на українському «Радіо Вести», з літа 2013 року за півтора року вивчила українську мову. Надалі почала співпрацювати з Громадським телебаченням. У 2015 році брала участь у «Відкритих діалогах» в Санкт-Петербурзі у дискусії, присвяченій мові ненависті. З 1 вересня 2016 року стала виконавчим продюсером проекту «Громадське російською» Громадського телебачення.
У вересні 2016 року була серед тих журналістів, які підписали спільну заяву проти дій сайту волонтерського центру Миротворець, який оприлюднив персональні дані близько 5 тисяч журналістів з акредитацією в так званих «ДНР» та «ЛНР».
З липня 2017 року почала роботу в digital-підрозділі «Голосу Америки».

## Особисте життя
Виховує сина Кирила.

## Фільмографія
У 2008 році знімалася у фільмі «С. С. Д.».